# Megareus (Sohn des Kreon)
Megareus (altgriechisch Μεγαρεύς Megareús) ist eine Gestalt aus der griechischen Mythologie.
Er war ein Sohn des Kreon und der Eurydike und einer der Verteidiger der Stadt in Aischylos’ Tragödie Sieben gegen Theben. Während in anderen Varianten des Mythos der Sohn des Kreon Menoikeus heißt und sich wegen einer Vorhersage des Sehers Teiresias, nach der der freiwillige Tod eines Thebaners Theben retten würde, noch vor dem eigentlichen Kampf um die Stadt von der Stadtmauer stürzt, wird Megareus bei Aischylos als Verteidiger des dritten Tores des siebentorigen Theben eingeteilt und fällt im Kampf. In der Antigone des Sophokles bleibt das Schicksal des Megareus im Dunkeln, da die handschriftliche Überlieferung nicht sicher den von Eurydike beklagten Opfertod des Megareus belegt.